# Rynine
Rynine est un cratère lunaire d'un diamètre de 77,88 km qui se situe sur la face cachée de la Lune.
Il s'agit d'un ancien cratère lunaire avec un rebord extérieur qui a été usé et arrondi due à l'érosion de l'impact. Le bord est relativement bien définie autour du périmètre, mais il est recouvert par plusieurs petits cratères. 
Le cratère porte le nom du scientifique russe Nikolaï Rynine.